# 黄土镇 (隰县)
黄土镇，是中华人民共和国山西省临汾市隰县下辖的一个乡镇级行政单位。

## 行政区划
黄土镇下辖以下地区：
黄土村、义泉村、古县村、谙正村、石坡村、梁家村、染界村、无鲁村、赵家村、上庄村和岭上村。